# Rich Girl, Poor Girl

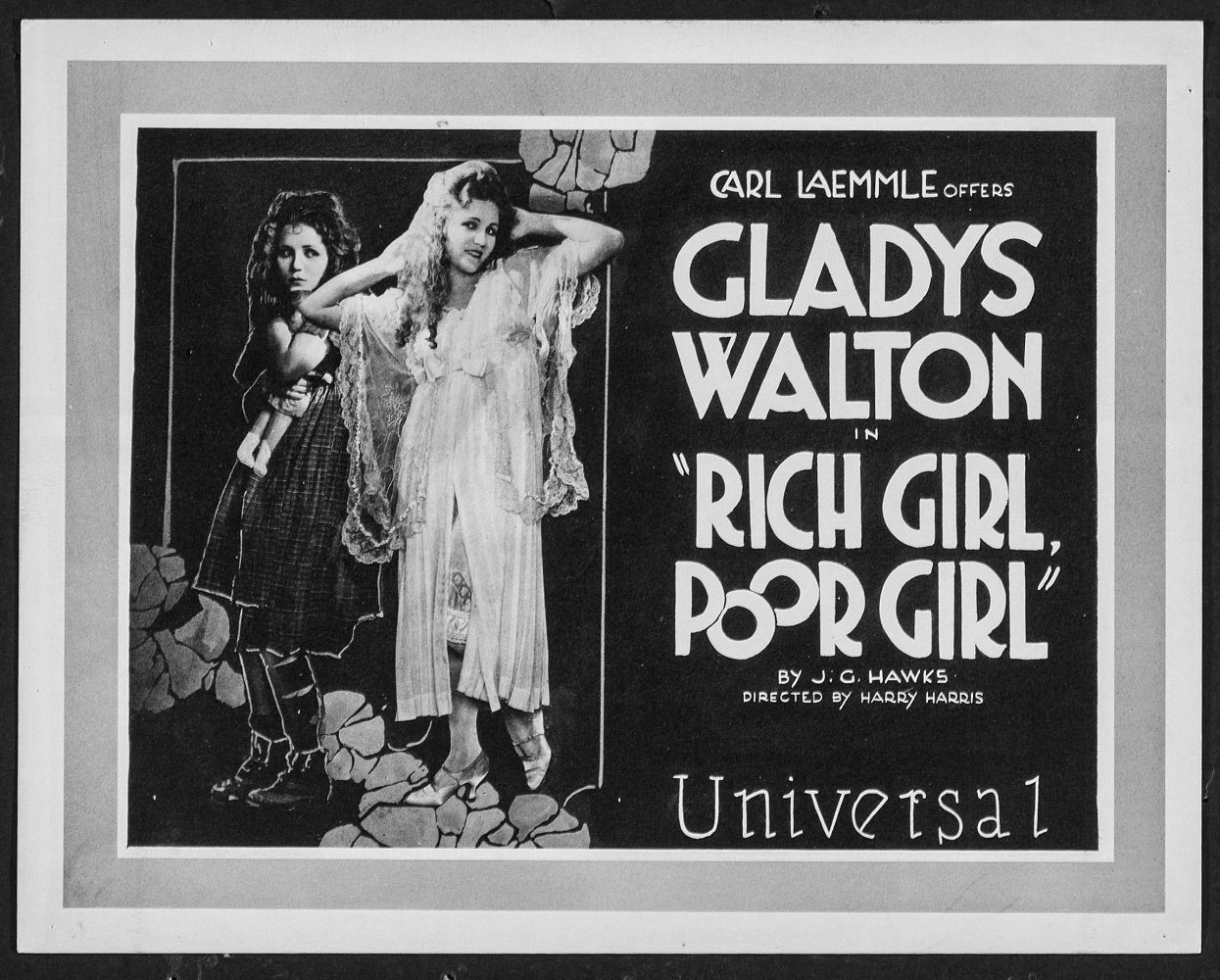
Carte promotionnelle du film.

Rich Girl, Poor Girl est un film américain réalisé par Harry B. Harris et sorti en 1921. Gladys Walton y joue un double rôle.

## Synopsis

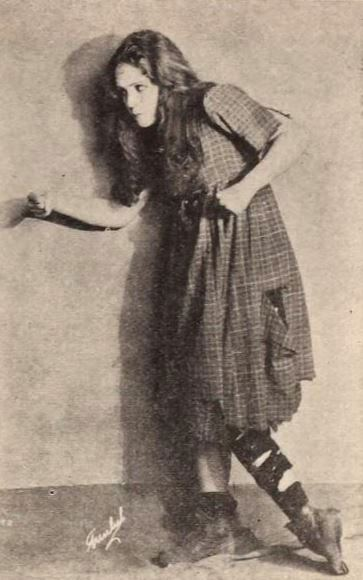
Gladys Walton dans une scène du film.

Nora McShane, une jeune fille habitant dans un quartier connu sous le nom de Fish Alley, entre dans la maison voisine des riches Vanderfleets et y rencontre Beatrice, la fille de la maison. Découvrant qu'elles se ressemblent beaucoup, Béatrice suggère qu'elles échangent leurs identités pendant une courte période. Béatrice est ensuite capturée et détenue contre rançon par le père de Nora.

## Fiche technique
- Autre titre : The Millionaire Kid
- Réalisateur : Harry B. Harris
- Scénario : J.G. Hawks, A.P. Younger
- Producteur : Carl Laemmle
- Distributeur : Universal Film Manufacturing Company
- Genre : mélodrame[2]
- Durée : 5 bobines
- Date de sortie : 24 janvier 1921

## Distribution
- Gladys Walton : Nora McShane/Beatrice Vanderfleet
- Gordon McGregor : Terry McShane
- Harold Austin : Reginald
- Antrim Short : Muggsy
- Joe Neary : Spider
- Wadsworth Harris : Vanderfleet
- Charles Herzinger : Boggs